# الغواصة يو-15 (النمسا-المجر)
أس أم يو-15 أو يو-أكس في غواصة من الفئة يو بي 1 أو يو بوت تابعة للبحرية النمساوية المجرية ( (بالألمانية: Kaiserliche und Königliche Kriegsmarine)‏ خلال الحرب العالمية الأولى. تم بناء يو-15 في ألمانيا وشحنها بالسكك الحديدية إلى بولا حيث تم تجميعها وإطلاقها في أبريل 1915. تم تكليفها في أكتوبر 1915. يو-15 كان أنجح قارب من فئة يو-10، حيث أغرق ست سفن بلغ مجموعه حمولتها أكثر من 8,000. نجت الغواصة من الحرب وتم تسليمها إلى إيطاليا كتعويض للحرب وأعطب في عام 1920.

## التصميم والبناء
أتم بناء الغواصة شركة إيه جي فيزر في بريمن صالح البحرية النمساوية المجرية ثم تم شحنها بالسكك الحديدية على شكل قطع إلى بولا، حيث تم تجميعها.   تم إطلاق يو-15 في أبريل.